# التبنية (حبيش)

تعديل مصدري - تعديل

التبنية محلة تابعة لقرية الجلادس، التابعة لعزلة بني الضاحتين بمديرية حبيش إحدى مديريات محافظة إب في الجمهورية اليمنية، بلغ تعداد سكانها 77 حسب تعداد اليمن لعام 2004.